# 短帶魮
短帶魮（学名：Barbus brachygramma）為輻鰭魚綱鯉形目鯉科魮屬的其中一個種。該物種於1915年由乔治·亚伯特·布兰洁描述，主要分布於非洲剛果河上游流域，體長可達5.2公分。

## 扩展阅读
維基物種上的相關：短帶魮